# 布莱克浦彩灯节
布莱克浦彩灯节（Blackpool Illuminations）是英國布莱克浦一年一度舉辦的灯光节，該燈光節始於1879年。 每年燈光節從8月底開始舉辦，11月初結束，共為期66天。 